# Задача про найбільший порожній прямокутник

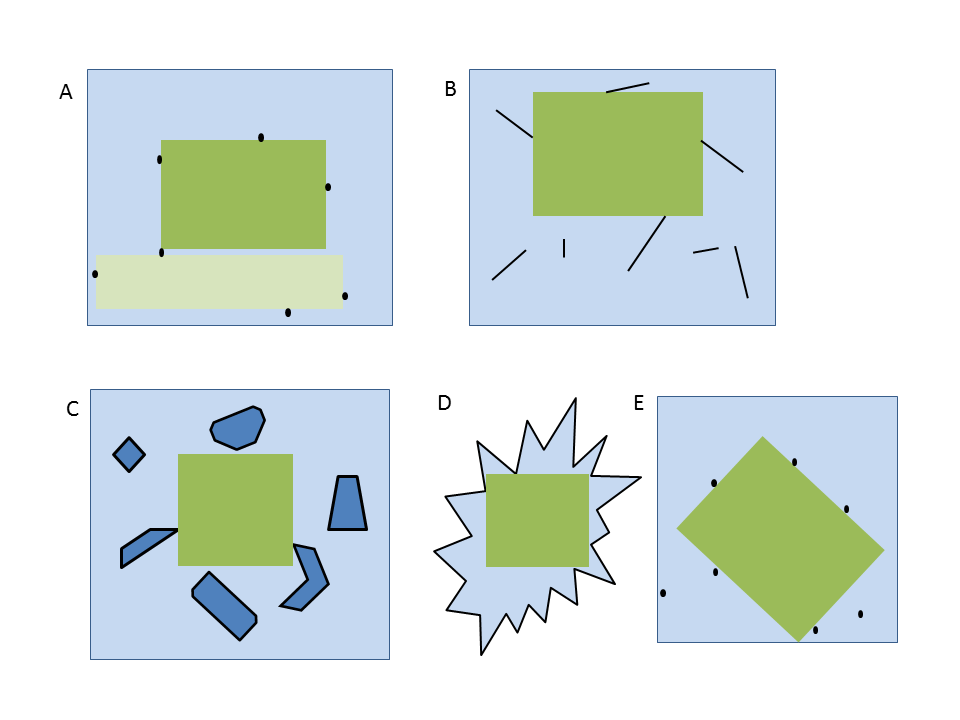
Найбільші порожні прямокутники (зелені) з різними обмежувальними об'єктами (з чорними краями). Світло-зелений прямокутник є підоптимальним (не максимальним) розв'язком. Приклади A-C мають сторони, паралельні осям, тобто сторонам світло-блакитного фонового прямокутника. Приклад E показує варіант задачі з довільною орієнтацією

Зада́ча про найбі́льший поро́жній прямоку́тник — це задача пошуку прямокутника найбільшого розміру, який можна розмістити серед перешкод на площині. Існує кілька варіантів задачі, що відрізняються особливостями формулювання, зокрема, від способів вимірювання «розміру», типів перешкод і орієнтації прямокутника.
Задачі такого виду виникають, наприклад, в автоматизації проєктування електроніки, в розробці та перевірці компонування інтегральних схем.
Найбі́льший поро́жній прямоку́тник (НПП) — це прямокутник, який не міститься в іншому порожньому прямокутнику. Кожна сторона НПП межує з перешкодою (в іншому випадку сторону можна було б зсунути, збільшуючи порожній прямокутник). Такого роду задачі виникають при перерахуванні «найбільших білих прямокутників» у сегментації зображень під час обробки зображень і розпізнавання образів.

## Класифікація
У термінах вимірювань найчастіше зустрічаються випадки порожнього прямокутника найбільшої площі і порожнього прямокутника з найбільшим периметром.
Інша важлива класифікація — чи накладається умова паралельності сторін осям, чи сторони можуть бути розташовані довільно.

## Окремі випадки

### Квадрат найбільшої площі
Випадок, коли шуканий прямокутник є квадратом зі сторонами, паралельними осям, можна розглянути з використанням діаграми Вороного з метрикою {\displaystyle L_{1}} для відповідної множини перешкод, аналогічно задачі про найбільшу порожню сферу. Зокрема, для випадку точок усередині прямокутника відомий оптимальний алгоритм з часовою складністю {\displaystyle \Theta (n\log n)}.

### Область: прямокутник, що містить точки
Задача, яку обговорювали Наамад, Лі і Шу 1983 року, ставилася так: для даного прямокутника A, що містить n точок, потрібно знайти прямокутник найбільшої площі, сторони якого паралельні сторонам прямокутника A, який лежить у прямокутнику A і не містить жодної з даних точок. Наамад, Лі і Шу представили алгоритм із часовою складністю {\displaystyle O(\min(n^{2},s\log n))}, де s — число допустимих розв'язків, тобто найбільших порожніх прямокутників. Вони також довели, що {\displaystyle s=O(n^{2})} і дали приклад, у якому s квадратично залежить від n. Пізніше з'явилися статті з описом досконаліших алгоритмів для цієї задачі.

### Область: перешкоди у вигляді відрізків
Задачу пошуку порожніх ізотетних прямокутників серед ізотетних відрізків першими розглянули Нарді і Бхаттачар'я 1990 року. Пізніше розглянуто загальнішу задачу пошуку порожніх ізотетних прямокутників із неізотетними перешкодами.

## Узагальнення

### Вищі розмірності
У тривимірному просторі відомі алгоритми пошуку найбільших порожніх ізотетних кубоїдів.